# Liste der denkmalgeschützten Objekte in Hundsheim
Die Liste der denkmalgeschützten Objekte in Hundsheim enthält die 7 denkmalgeschützten, unbeweglichen Objekte der Gemeinde Hundsheim.

## Denkmäler
| Foto  |                 | Denkmal                                                               | Standort                                        | Beschreibung | Metadaten |
| ----- | --------------- | --------------------------------------------------------------------- | ----------------------------------------------- | --- | --- |
| ja    | Datei hochladen | Bildstock HERIS-ID: 15159 Objekt-ID: 11399                            | vor Altenburgerstraße 17 Standort KG: Hundsheim | Der Tabernakelpfeiler mit Pyramidenhelm und Steinkreuz stammt aus dem 16. Jahrhundert. | BDA-Hist.: Q37771321 Status: § 2a Stand der BDA-Liste: 2025-06-30 Name: Bildstock GstNr.: 3046                                                                     |
| ja    | Datei hochladen | Bildstock HERIS-ID: 15157 Objekt-ID: 11397                            | gegenüber Am Hohlweg 2 Standort KG: Hundsheim   | Spätgotischer Tabernakelpfeiler aus dem 16. Jahrhundert mit volkstümlicher Pietàgruppe um 1700. | BDA-Hist.: Q37771262 Status: § 2a Stand der BDA-Liste: 2025-06-30 Name: Bildstock GstNr.: 2957 Pietabildstock, Hundsheim                                           |
| ja    | Datei hochladen | Kath. Pfarrkirche hl. Dreifaltigkeit HERIS-ID: 15152 Objekt-ID: 11392 | bei Gemeindestraße 21 Standort KG: Hundsheim    | Die Pfarrkirche steht in der Ortsmitte am südlichen Rand des Angers. Sie ist ein im Kern mittelalterlicher, Ende des 17. Jahrhunderts barockisierter Saalbau. An das schlichte Langhaus schließt der niedrige gotische Chor aus der Zeit um 1300 an. Der mit 1779 bezeichnete Westturm wurde im Spätbarock erneuert. | BDA-Hist.: Q37771116 Status: § 2a Stand der BDA-Liste: 2025-06-30 Name: Kath. Pfarrkirche hl. Dreifaltigkeit GstNr.: 116 Pfarrkirche hl. Dreifaltigkeit, Hundsheim |
| ja    | Datei hochladen | Meierhof mit Wehrturm, Thurnhof HERIS-ID: 15153 Objekt-ID: 11393      | Gemeindestraße 76 Standort KG: Hundsheim        | Die großräumige Anlage im Osten des Ortes wird von einer wehrhaft ausgebildeten Mauer mit eingebundenen Wirtschaftsgebäuden umgeben. Im Zentrum des Areals steht das hakenförmige, ein- bis zweigeschoßige Hauptgebäude mit einem frühgotischen Wehrturm. | BDA-Hist.: Q37771208 Status: Bescheid Stand der BDA-Liste: 2025-06-30 Name: Meierhof mit Wehrturm, Thurnhof GstNr.: 78 Meierhof, Hundsheim                         |
| ja BW | Datei hochladen | ehem. Annenkapelle HERIS-ID: 15155 Objekt-ID: 11395                   | Hauptstraße 14 Standort KG: Hundsheim           | Die Annenkapelle wurde vor der Mitte des 13. Jahrhunderts errichtet, und verfiel vermutlich nach den Türkenkriegen zur Ruine und wurde anschließend zu einem Wohnhaus umgebaut. Die Reste der Kapelle wurden 1986 restauriert. Von der Kapelle erhalten sind Bruchsteinmauerwerk mit Eckquaderung, die Reste zweier spätromanischer Rundbogenfenster, das obere gotisch mit Birnstab profiliert; ein Portal mit Kreuztympanon und Spolien, darunter ein zweiter gotischer Portalbogen mit Zwickelanlauf; und die ursprüngliche Schwelle. Im Bogenfeld ein eingesetztes Steinkreuz mit Rosette, der ehemalige Schlussstein mit Rippenansätzen stammt wohl aus der Pfarrkirche. Am Dachboden des Hauses ist der ehemalige Wölbungsabdruck sichtbar. Teile der südlichen romanischen Außenwand der Kapelle sind am Haus erhalten. | BDA-Hist.: Q37771236 Status: Bescheid Stand der BDA-Liste: 2025-06-30 Name: ehem. Annenkapelle GstNr.: 138                                                         |
| ja    | Datei hochladen | Pfarrhof HERIS-ID: 15158 Objekt-ID: 11398                             | Hauptstraße 15 Standort KG: Hundsheim           | Der zweigeschoßige Pfarrhof wurde Ende des 18. Jahrhunderts über einem älteren Kern gebaut. Die Steingewändefenster im Erdgeschoß stammen aus dem 17. Jahrhundert. Korbbogenportal. | BDA-Hist.: Q37771303 Status: § 2a Stand der BDA-Liste: 2025-06-30 Name: Pfarrhof GstNr.: 183                                                                       |
| ja    | Datei hochladen | Wehrturm HERIS-ID: 15154 Objekt-ID: 11394                             | Hauptstraße 57 Standort KG: Hundsheim           | Der ehemalige Wehrturm steht im Hof eines Bauernhofes. Der freistehende, quadratische Turm ist rund 12 Meter hoch, oben dachlos und ruinös. Der Turm ist spätromanischen Ursprungs rund um 1230. Er ist aus Bruchsteinen mit geringen Ortsteinanteilen gemauert, südseitig befindet sich ein rundbogiger Hocheinstieg aus großen Steinen mit spitzem Entlastungsbogen aus Ziegeln. Er hat ein hoch liegendes Steingewändefenster, Schartenöffnungen und gekehlte Traufsteine, die beiden Giebel des ehemaligen Satteldachs sind erhalten. Im Erdgeschoß Tonnengewölbe. | BDA-Hist.: Q37771218 Status: Bescheid Stand der BDA-Liste: 2025-06-30 Name: Wehrturm GstNr.: 220                                                                   |